# Royal-Mail-Horizon-Skandal
Der Royal Mail Horizon-Skandal, auch British Post Office-Skandal, ist ein Skandal der britischen Royal Mail um eine im Jahr 1999 eingeführte Software Horizon, die von einem Tochterunternehmen des japanischen Technologieunternehmens Fujitsu entwickelt wurde. Die Finanzsoftware gab fälschlicherweise an, dass Leiter von Postfilialen (sub-postmaster bzw. sub-postmistresses) Geld unterschlagen hätten, woraufhin mehr als 900 Mitarbeiter auf Grund dieser Hinweise verurteilt wurden und Zahlungsaufforderungen begleichen mussten. In der Folge wurden zahlreiche (nicht ausschließlich unternehmerische) Existenzen ruiniert.
Im Nachhinein wurde bekannt, dass Postamtsermittler zeitweise Sonderprämien für erfolgreiche Verurteilungen erhielten.
Nach Kampagnen und Aufdeckung des Skandals stellte der britische High Court of Justice die Fehlerhaftigkeit der Software fest, woraufhin die britische Regierung eine öffentliche Untersuchung einleitete.
Im Januar 2024 strahlte der britische Sender ITV die vierteilige Serie Unschuldig – Mr. Bates gegen die Post (Mr Bates vs The Post Office) aus. Dadurch erlangte der Skandal eine breite Aufmerksamkeit, die dazu führte, dass die britische Regierung zusagte, die betroffenen Mitarbeiter zu entschädigen.
Nach im Januar 2024 geäußerter Einschätzung des britischen Postministers Kevin Hollinrake wird der Skandal „den Steuerzahler eine Milliarde Pfund“ kosten.

## Hintergrund

### Einführung der Software
Die Einführung der Software wurde im Jahr 1996 durch eine konservative Regierung unter John Major geplant. Sie umfasste die Digitalisierung von 19.000 sub post-offices. Den Auftrag mit einem Umfang von fast 1 Milliarde GBP sicherte sich das durch Fujitsu gegründete Tochterunternehmen ICL Pathway. Unter der Regierung von Tony Blair drohte die Einführung zu scheitern, unter anderem, weil die Qualität der Software als nicht ausreichend angesehen wurde. Daraufhin drohten die sub post-offices geschlossen zu werden, woraufhin verspätet ab 1999 dennoch die Einführung in abgeänderter Form durchgesetzt wurde. In der Folge wurden pro Woche 300 Postfilialen umgestellt, was durch hohe Kosten für die Royal Mail zum ersten Verlust in 25 Jahren führte.

### Fehler in der Software
Schon früh kam es zu Beschwerden, dass die Software, die unter anderem der Buchhaltung und Warenhaltung dient, fehlerhaft sei. So zeigte die Software fehlerhafte Kassenstände an, was nahelegte, die Filialmitarbeiter hätten das Geld unterschlagen. Auf Rückfragen von Filialbetreibern teilte das Post Office Limited wiederholt mit, dass sie jeweils die Einzigen seien, die sich über ihre Computeranlage bzw. das Buchhaltungssystem beschwert hätten. Laut Vertrag waren die Filialmitarbeiter selbst für Kassenfehlbeträge verantwortlich und so versuchten zahlreiche Betroffene, diese mit eigenem Geld auszugleichen.

### Verurteilungen
Insgesamt wurden mehr als 3500 Mitarbeiter fälschlicherweise beschuldigt und es kam zu über 900 Verurteilungen. Postamtsermittler erhielten zeitweise Sonderprämien für erfolgreiche Verurteilungen. Die Royal Mail hat aus historischen Gründen eigene Strafverfolgungsbefugnisse. So wurden zwischen 1999 und 2015 nach Hinweisen der Software über 700 Mitarbeiter nach internen Ermittlungen verurteilt. 283 weitere Mitarbeiter wurden durch Gerichtsverfahren für schuldig befunden, die von externen Ermittlern geleitet wurden. Die Anklagen lauteten vielfach auf fehlerhafte Buchhaltung und Diebstahl. Mehr als 200 Personen wurden zu Gefängnisstrafen verurteilt.

### Folgen für die Mitarbeiter
Die Strafverfahren und die durch die fehlerhafte Software verursachten Belastungsstörungen hatten schwere Folgen für die Betroffenen. Neben finanziellen Problemen durch geforderte Rückzahlungen wurden von Betroffenen und deren Familien Scheidungen, gesundheitliche Probleme, Schulwechsel von Kindern aufgrund von Mobbing, Drogen-Abhängigkeiten und Suizide als Auswirkungen genannt.

## Gerichtliche Aufarbeitung

### Kampagne, Aufklärung und Widerstand dagegen
Alan Bates war 2003 durch die Royal Mail entlassen worden, nachdem ihm Diebstahl, Betrug und Unterschlagung vorgeworfen wurden. Er gab Informationen an die Medien weiter, so dass im Jahr 2009 erstmals Medienberichte zu dem Komplex veröffentlicht wurden. Daraufhin versuchten erste Mitglieder des Unterhauses wie James Arbuthnot, das Thema auf die Tagesordnung zu setzen. Zu diesem Zeitpunkt bestritt die Royal Mail jegliche Fehlerhaftigkeit der Software. Wichtige Dokumente, die zur Aufklärung hätten dienen können, hielt die Royal Mail unter Verschluss.
In der Folge gründete Bates eine Aktionsgruppe, in der sich betroffene Postmaster zusammenschlossen. Im Jahr 2017 gelang es der Gruppe, fünf Fälle vor den britischen High Court zu bringen. Dieser entschied in seinem Urteil von 2019, dass es Computerfehler waren, die für die Fehlbeträge verantwortlich waren, und kein kriminelles Handeln seitens der Mitarbeiter vorlag. Der Richter bezichtigte die Royal Mail des „institutionellen Starrsinns“ (institutional obstinacy), der es verhindert habe, dass die wahren Ursachen der Fehlbeträge aufgedeckt wurden.

### Folgen des High-Court-Urteils
In der Folge des High-Court-Urteils wurden bis zum Ende des Jahres 2023 von den mehr als 900 Verurteilungen insgesamt 93 aufgehoben, während 53 Urteile aufrechterhalten wurden. Bis Dezember 2023 musste die Regierung insgesamt 124,7 Millionen GBP Schadensersatz bezahlen. Des Weiteren wurde im September 2020 eine öffentliche Untersuchung eingeleitet. Diese veröffentlichte interne Unterlagen, die nahelegten, dass die Strafverfolger des Post Offices die Filialleiter nach ihrer Ethnie einordneten und dabei rassistische Sprache verwendeten.
Die Royal Mail focht die Aufhebung der Urteile an, versuchte die Entschädigungen auf ein Minimum zu begrenzen und verzögerte die Auszahlung dieser Entschädigungen. Bis Januar 2024 wurden weder die verantwortlichen Postdirektoren der Royal Mail noch Verantwortliche von Fujitsu zur Rechenschaft gezogen. Postminister Kevin Hollinrake schätzte im selben Monat, dass der Skandal „den Steuerzahler eine Milliarde Pfund kosten“ werde. Fujitsu gab bekannt, es werde mit der britischen Regierung an „angemessenen Maßnahmen“ arbeiten, einschließlich Entschädigungen.
Premierminister Rishi Sunak kündigte am 10. Januar 2024 im Parlament an, dass ein Gesetz erarbeitet werde, um alle Fehlurteile aufzuheben.

## Mediale Aufarbeitung
Am 1. Januar 2024 begann der britische Sender ITV, die vierteilige Mini-Drama-Serie Unschuldig – Mr. Bates gegen die Post (Mr Bates vs The Post Office) auszustrahlen, was zu einem nationalen Echo und einer großen Aufmerksamkeit für den Komplex führte. In der Folge erklärte die britische Regierung, die Urteile per Gesetz aufheben zu wollen und die Betroffenen zu entschädigen. Die ehemalige Chefin der Post Offices, Paula Vennells, gab ihre 2019 erhaltene Auszeichnung als CBE zurück.